# Milà-Sanremo 1989
La Milà-Sanremo 1989 fou la 80a edició de la Milà-Sanremo. La cursa es disputà el 18 de març de 1989, sent el vencedor final el francès Laurent Fignon, que d'aquesta manera aconseguia la seva segona victòria consecutiva en aquesta tradicional clàssica de primavera. Fignon s'imposà en solitari per davant del belga Frans Maassen i l'italià Adriano Baffi.

## Classificació final
|    | Ciclista            | Equip                | Temps      |
| -- | ------------------- | -------------------- | ---------- |
| 1  | Laurent Fignon      | Super U-Raleigh-Fiat | 7h 08' 19" |
| 2  | Frans Maassen       | Superconfex-Yoko     | + 7"       |
| 3  | Adriano Baffi       | Ceràmica Ariostea    | + 30"      |
| 4  | Ronan Pensec        | Z-Peugeot            | m. t.      |
| 5  | Sean Kelly          | PDM-Concorde-Ultima  | m. t.      |
| 6  | Danilo Gioia        | Atala-Campagnolo     | m. t.      |
| 7  | Rudy Dhaenens       | PDM-Concorde-Ultima  | m. t.      |
| 8  | Gérard Rué          | Super U-Raleigh-Fiat | m. t.      |
| 9  | Giuseppe Calcaterra | Atala-Campagnolo     | m. t.      |
| 10 | Etienne de Wilde    | Histor-Sigma         | m. t.      |